# US Airways
US Airways (укр. «Повітряні траси Сполучених штатів») — американська авіакомпанія, колишній п'ятий за величиною авіаперевізник Сполучених штатів Америки, закінчила процедуру злиття з авіакомпанією American Airlines і стала афілійованим членом глобального авіаційного альянсу пасажирських перевезень Oneworld 17 жовтня 2015 року.
У 2015 зі своїми дочірніми авіакомпаніями експлуатувала флот з 353 магістральних і 319 регіональних реактивних літаків, виконуючи рейси в більш ніж двісті пунктів призначення в країнах Північної Америки, Центральної Америки, Карибського басейну і Європи. Станом на грудень 2008 року авіакомпанія виконувала 3130 щоденних рейсів, з них 1312 рейсу — самої US Airways і 1818 рейсів — регіональними авіаперевізниками під торговою маркою US Airways Express.
Використовувала в якості головних хабів міжнародні аеропорти в Шарлотті / Дуглас, Філадельфії і Фінікс Скай Харборі, а також міжнародні аеропорти в Вашингтоні (імені Рональда Рейгана), Лас-Вегасі (Маккаран), Нью-Йорку (Ла Гардіа) і Бостоні (Логан) — в якості своїх додаткових хабів.

## Історія

### З 1939 до кінця 1960-х

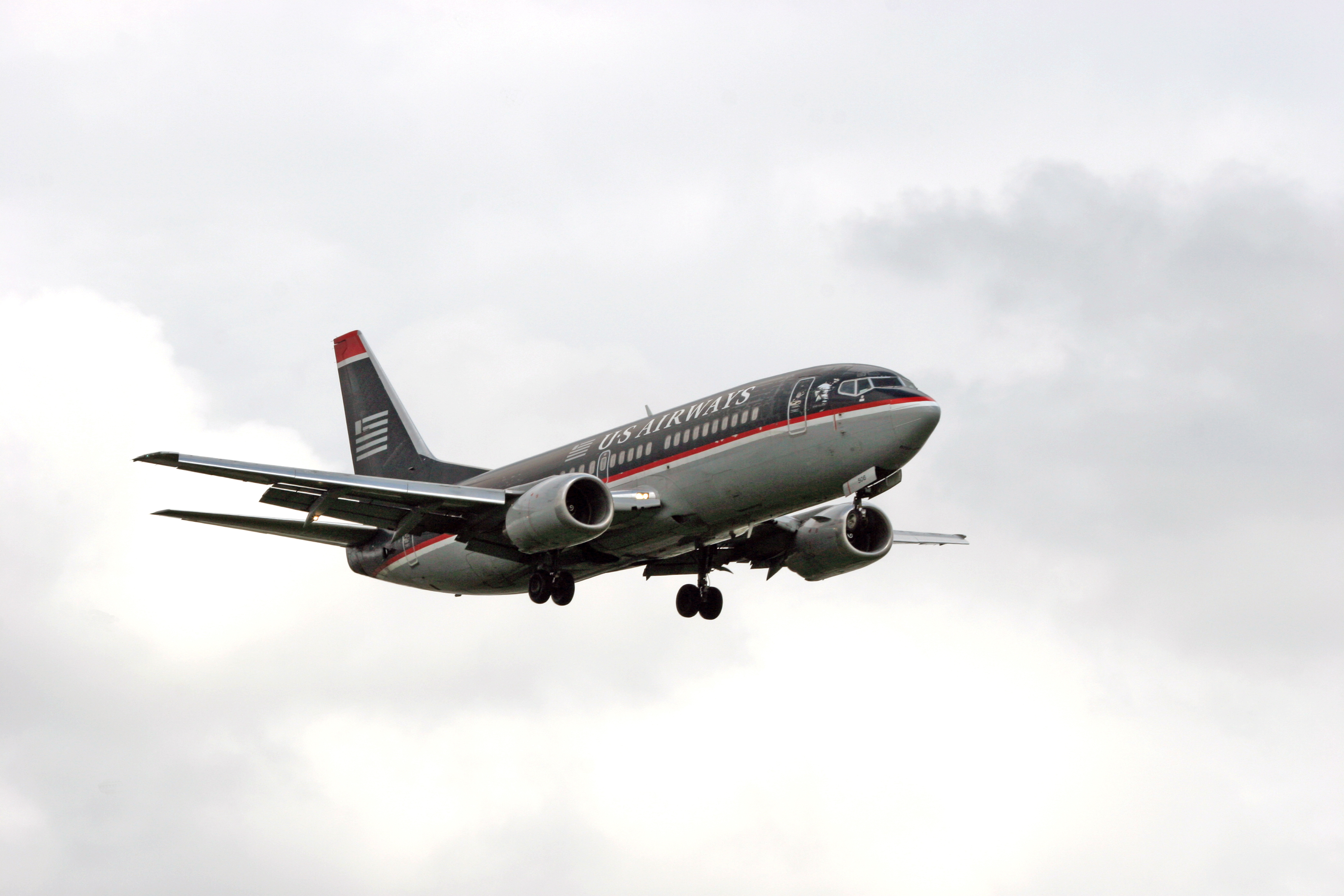
Boeing 737

Заснована в 1939 братами Дюпон (Richard C. du Pont і Alexis Felix du Pont) під назвою All American Aviation Company. Першим генеральним директором (CEO) компанії став Стівен Гарднер. Штаб-квартира нової авіакомпанії розміщувалася в місті Пітсбург (штат Огайо, США).
У 1949 в зв'язку зі зміною своєї спеціалізації з перевезення пошти і відкриттям регулярних пасажирських рейсів компанія змінила свою назву на All American Airways, яке однак проіснувало недовго — в 1953 авіакомпанія перейменована в Allegheny Airlines.
Поступово компанія розширювала свою діяльність: в 1966 ввела в експлуатацію перший Douglas DC-9, в 1968 поглинула авіакомпанію Lake Central Airlines, в 1972 — авіакомпанію Mohawk Airlines, ставши найбільшим авіаперевізником північно-східної частини Сполучених Штатів і шостою в світі за обсягом перевезених пасажирів . Однак, з розширенням діяльності прийшли й інші проблеми — в 1970-х роках Allegheny Airlines заслужила неофіційне прізвисько Agony Air через своій незадовільний сервіс.

### 1970-1980 роки
Allegheny Airlines черговий раз змінила свою назву на USAir в 1979 році після прийняття в попередньому році «Закону про дерегулювання авіакомпаній», який дозволив їй розширити свою маршрутну мережу в південно-східній частині Сполучених Штатів.
На початку 1980-х років рейси компанії в північно-східній частині країни виконувалися невеликим перевізником Ransome Airlines, а також багатьма іншими. У 1987 році USAir придбала авіакомпанію Pacific Southwest Airlines, яка базувалася в аеропорту Сан-Дієго і в наступному році — авіакомпанію Piedmont Airlines, що розміщувалася в аеропорту Вінстон-Салем, Північна Кароліна. В цей же час USAir переносить свої офіси з Національного аеропорту Вашингтона в нову будівлю в окрузі Арлінгтон (штат Віргінія; неподалік від Національного аеропорту). Технічні служби та забезпечення перевезень залишилися в Міжнародному аеропорту Пітсбурга.
USAir замовляє нові літаки Boeing 737-300 з більш місткими салонами відповідно до швидкозростаючого попиту на пасажирські перевезення у Флориді  На той момент авіакомпанія експлуатувала найбільший в світі парк DC-9 і звернулася в McDonnell Douglas із завданням на проектування нового літака. Однак наприкінці 1970-х років McDonnell Douglas представив чергову модифікацію DC-9-50, що не відповідала технічним вимогам завдання USAir. Протягом тривалих переговорів між компаніями фірма Boeing направила в авіакомпанію пропозицію про готовність розробки лайнера з необхідними характеристиками на базі свого Boeing 737. Пропозиція була прийнята і тісна співпраця USAir з Боїнгом тривала до 28 листопада 1984 року, коли здійснив свій перший політ лайнер Boeing 737-300.
USAir в значній мірі розширила свою діяльність, коли в 1987 році придбала Pacific Southwest Airlines і в 1988 році — Piedmont Airlines. Злиття перевізників дозволили USAir експлуатувати нові хаби в Балтіморі, Шарлотті, Сіракузах і Дейтоні, а також нові трансатлантичні рейси в аеропорт Лондона Гетвік. На сьогоднішній день з чотирьох хабів, які дісталися в спадок від Piedmont Airlines, експлуатуються два — Шарлотта і Балтімор. Після остаточного завершення угод поглинання компаній в 1989 році USAir стає найбільшим авіаперевізником в світі, який виконує понад п'ять тисяч щоденних рейсів.

### 1990-ті роки

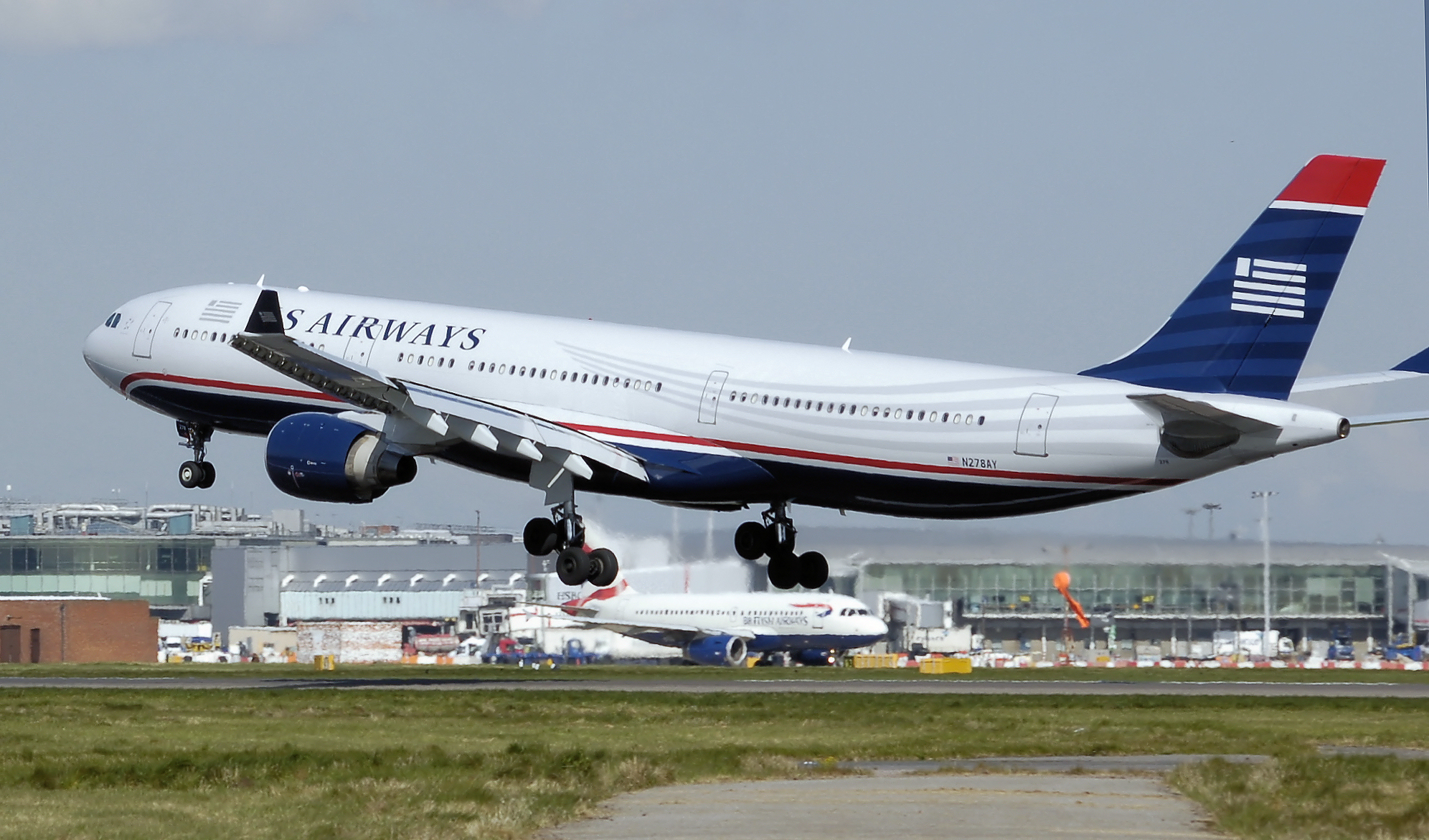
Посадка Airbus A330 в аеропорту Лондон-Хітроу

На початку 1990-х USAir відкрила нові рейси в Лондон, Париж і Франкфурт зі своїх чотирьох головних хабів. Також, компанія підписала угоду про партнерство з приватною авіакомпанією Trump Shuttle, яка отримала назву USAir Shuttle. Пізніше USAir уклала договір про інвестиції з британської авіакомпанією British Airways, який в подальшому став прототипом майбутніх трансатлантичних альянсів. На залучені гроші були закуплені нові лайнери Boeing 767, що літали потім в лівреях Брітіш Ейрвейз, а також побудований новий термінал в головному хабі авіакомпанії — Пітсбурзі.
У 1996 партнерські відносини між USAir і Брітіш Ейрвейз закінчилися в залі суду, оскільки Брітіш оголосила про свої наміри співпрацювати з конкурентом USAir — авіакомпанією American Airlines. В цьому ж році авіакомпанія черговий раз змінює свою назву на чинне в даний момент US Airways і створює дочірню компанію MetroJet, яка експлуатує літаки в однокласному компонуванні салонів, для конкуренції з авіакомпаніями-дискаунтерами східної частини США, головним чином — з Southwest Airlines.
6 листопада 1996 відразу після свого ребрендингу розмістила замовлення на 400 вузькофюзеляжних літаків Airbus A320, з яких 120 замовлялися з фірмовими конфігураціями салонів. На той момент це замовлення стало найбільшим за всю історію авіації.
У 1998 авіакомпанія розміщує замовлення на поставку 30 широкофюзеляжних Airbus A330, з яких сім літаків A330-300 — з фірмовими салонами.
У 1997 придбала свого партнера Trump Shuttle. Незважаючи на те, що до середини 1990-х років авіакомпанія вийшла в прибуток, її стан маршрутної мережі перевезень, сконцентрованої на північному сході США, укупі з високими операційними витратами змусили керівництво задуматися про необхідність злиття з іншими авіаперевізниками.

### Перше невдале поєднання
24 травня 2000 року US Airways озвучила свої плани з придбання за 4.3 мільярда доларів компанії UAL Corp., Власника найбільшого в той час в світі комерційного авіаперевізника United Airlines. Переговори між авіакомпаніями супроводжувалися серйозними запереченнями обох профспілок і антимонопольними службами і врешті-решт зупинилися зовсім після інформації про можливе блокування угоди федеральною владою. 27 липня 2001 року UAL Corp. в односторонньому порядку вийшла з переговорів, заплативши US Airways 50 мільйонів доларів штрафу.

### З 2001 по 2004 роки

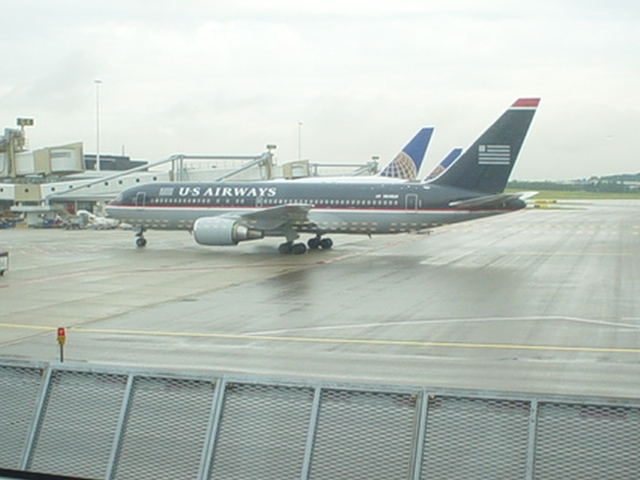
Boeing 767-200 US Airways в аеропорту Схіпхол

Починаючи з 2000 року US Airways планомірно заміняла парк застарілих літаків новими A320 для спрощення технічного обслуговування свого флоту і зниження різного роду витрат експлуатації.
Будучи найбільшим авіаперевізником в аеропорту Вашингтона, US Airways постраждала сильніше всіх після закриття аеропорту в зв'язку з терористичними атаками 11 вересня. В результаті фінансової катастрофи було закрито дочірній підрозділ MetroJet, аеропорт Балтімора перестав бути головним хабом авіакомпанії, почались звільнення тисяч співробітників.
11 серпня 2002 року US Airways скористалася главою 11 Кодексу США і оголосила про своє банкрутство. Авіакомпанія отримала гарантований федеральним агентством Air Transportation Stabilization Board займ і змогла вийти зі стану банкрутства вже в 2003 році.  На початку 2003 року керівництво US Airways ліквідувало пенсійні програми для шести тисяч пілотів компанії, тим самим ставши однією з перших великих авіакомпаній, що згорнули пенсійні програми своїх працівників. У наступному році US Airways припинила безкоштовне харчування пасажирів на внутрішніх рейсах авіакомпанії.
Протягом фінансової кризи компанія здійснила великі скорочення витрат, проте як і раніше зберегла високі операційні витрати в основній діяльності.  19 жовтня 2005 року US Airways виплатила гарантований урядовий кредит за рахунок його рефінансування іншими кредиторами.

### Конфлікт з хабом Пітсбурга: 2003-2004 роки
Наприкінці 2003 на початку 2004 року US Airways висунула вимоги щодо зниження операційних зборів до Міжнародного аеропорту Пітсбурга, мотивуючи їх важкою фінансовою ситуацією, а також тим фактом, що авіакомпанія була головним перевізником і найбільшим орендарем площ в аеропорту. Управляюча аеропортом Пітсбурга компанія Allegheny County Airport Authority відхилила вимоги US Airways щодо зниження зборів за злети/посадки і оренду приміщень посилаючись на антимонопольне законодавство і правила Федеральної адміністрації з авіації США, згідно з якими вона буде зобов'язана знизити ці розцінки і для інших авіакомпаній.
US Airways пообіцяла, що в разі відморві у вирішені питання, основний пасажирський трафік буде переведений в інші головні хаби. У листопаді 2004 року авіакомпанія виконала свої погрози, перевівши велике число рейсів в хаби Філадельфії і Шарлотт і знизивши статус аеропорту Пітсбурга до вторинного хаба. US Airways, очолювана колишнім генеральним директором America West Airlines Дугом Паркером (Doug Parker), протягом наступних років продовжувала знижувати свій трафік через Пітсбург, поки кількість рейсів через цей аеропорт не скоротилося до п'ятдесяти в порівнянні з п'ятьмастами раніше.

### 2004-2005 роки

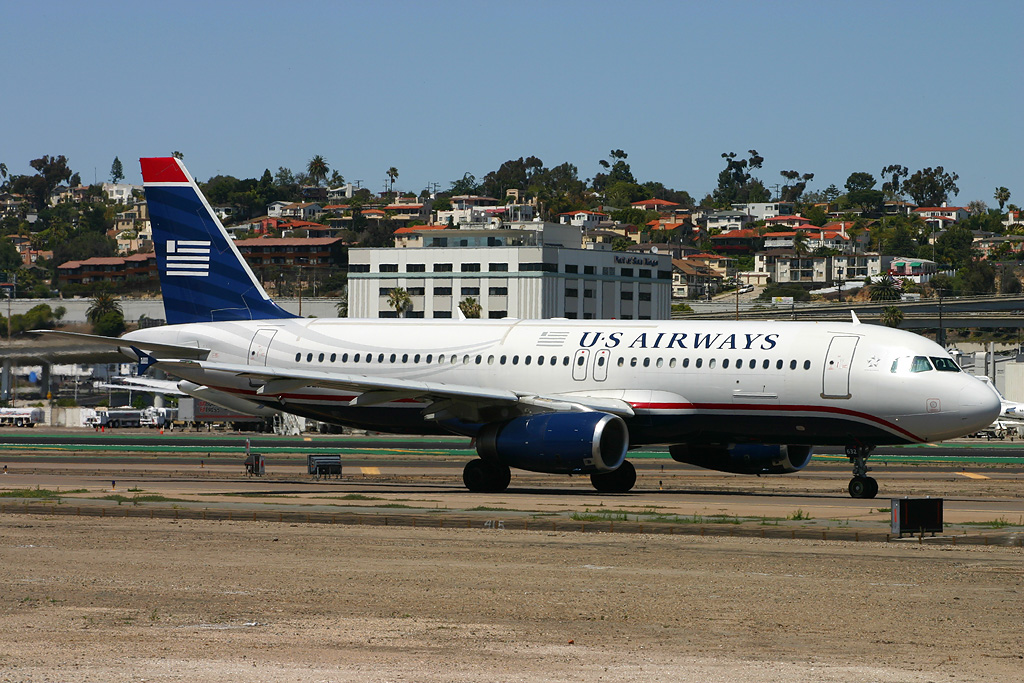
Airbus A320-231 US Airways в аеропорту Сан-Дієго

У серпні 2004 року US Airways здійснила спробу створити ще один хаб в Міжнародному аеропорті Форт-Лодердейл / Голівуд, оголосивши про відкриття десяти регулярних рейсів в Латинську Америку і країни Карибського басейну. Усі починання зі створення хабу на латиноамериканських напрямках закінчилися провалом, в основному через його близькість до Міжнародного аеропорту Маямі, що був головним хабом авіакомпанії American Airlines, яка в свою чергу мала широку мережу маршрутів в Латинську Америку.
У 2005 році US Airways зробила акцент на прямих рейсах між великими аеропортами східної частини США, такими як Вашингтон (ім. Рональда Рейгана), Нью-Йорк (Ла Гуардіа) і Форт-Лодердейл / Голівуд. Як не дивно, модель пріоритету саме на прямих рейсах була запозичена усіма великими авіакомпаніями країни у низькобюджетного перевізника Southwest Airlines і почала використовуватися ними з середини 1980-х років.
Різке зростання вартості палива і відсутність позитивних зрушень у переговорах з профспілками (і в першу чергу з Асоціацією пілотів авіакомпаній ( Air Line Pilots Association (ALPA) ), традиційно завжди йшла на компроміси і вирішення конфліктів), змусили US Airways вдруге вдатися до Глави 11 кодексу США про банкрутство 12 вересня 2004 року. Широке невдоволення співробітників авіакомпанії високим обсягом роботи, звинувачення в нестачі персоналу, розпіарені фінансові труднощі — все це призвело до спекуляцій про те, що компанія буде ліквідована.

### ЗлиттяUS Airwaysі America West Airlines
Ще до другого банкрутства US Airways вивчалася можливість злиття з авіакомпанією America West Airlines. Транспортні схеми компаній були взаємодоповнюючими, а витрати на оплату праці персоналу — майже аналогічними. Сторони провели попередні обговорення, проте переговори закінчилися нічим у зв'язку з актуальними проблемами з профспілками, пенсіями, посібниками співробітникам і іншими витратами компаній.
У грудні 2004 року US Airways істотно знизила витрати на оплату праці, а її фінансовий консультант Seabury Group запропонував виставити компанію на продаж. В наступному місяці US Airways і America West Airlines відновили переговори по злиттю, і 19 травня 2005 року обидві авіакомпанії оголосили про підписання остаточного договору об'єднання шляхом зворотного поглинання. Операцію підтримували зовнішні інвестори в особі концерну Airbus — виробника літаків і дочірньої компанії Європейського аерокосмічного і оборонного концерну, компанією Air Wisconsin Airlines Corporation власника US Airways Express і холдингом ACE Aviation Holdings — власником канадської авіакомпанії Air Canada.
Об'єднана авіакомпанія зберігала назву US Airways, тим самим підкреслюючи свою приналежність до числа національних перевізників країни і зберігаючи всесвітньо відомий бренд компанії. Залишалися без змін членство в альянсі Star Alliance і програма для часто літаючих пасажирів Dividend Miles . 13 вересня 2005 року акціонери America West Airlines проголосували за злиття авіакомпаній, а через три дні суд Східного округу штату Віргінія схвалив процедуру виходу US Airways з банкрутства, що дозволило повністю завершити операцію по злиттю авіакомпаній 27 вересня 2005 року. При цьому об'єднана компанія використовує позивний «кактус», яким раніше користувалася AWA. 

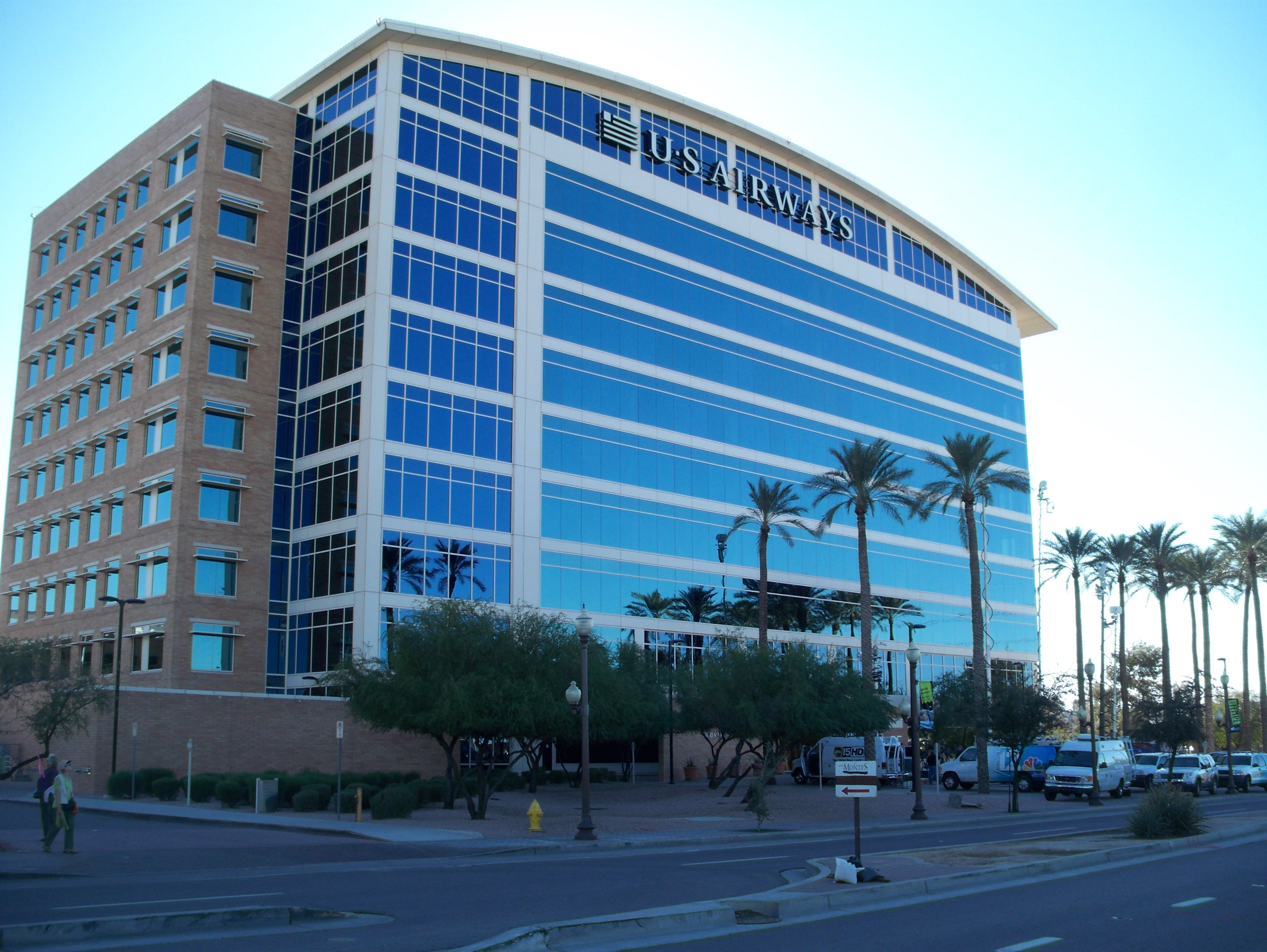
Штаб-квартира US Airways в Темпі (Аризона), колишня штаб-квартира AWA

З вересня 2005 року штаб-квартира об'єднаної авіакомпанії розміщувалася в місті Темпе (Аризона) — це фактично передмістя Фінікса, розташоване на схід від Міжнародного аеропорту Фінікса Скай Харбор.

### З 2005 по 2007 роки

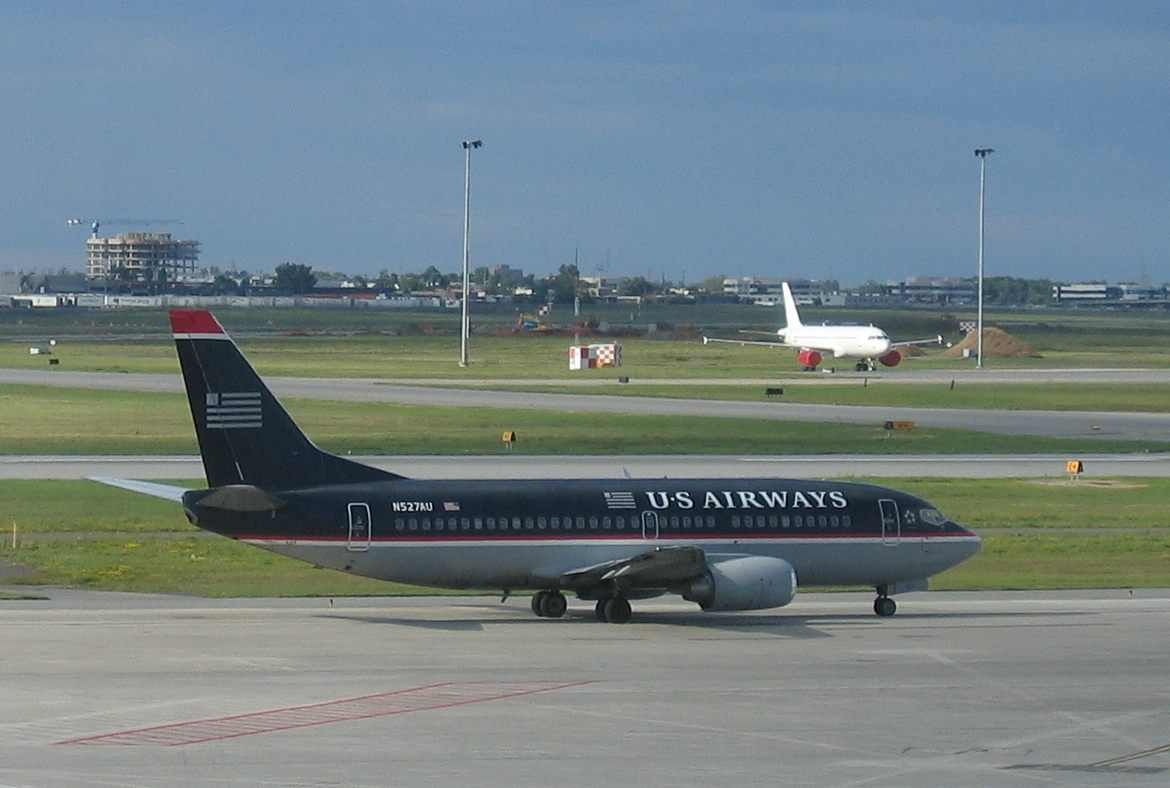
Boeing 737-3B7 US Airways в аеропорту Монреаля

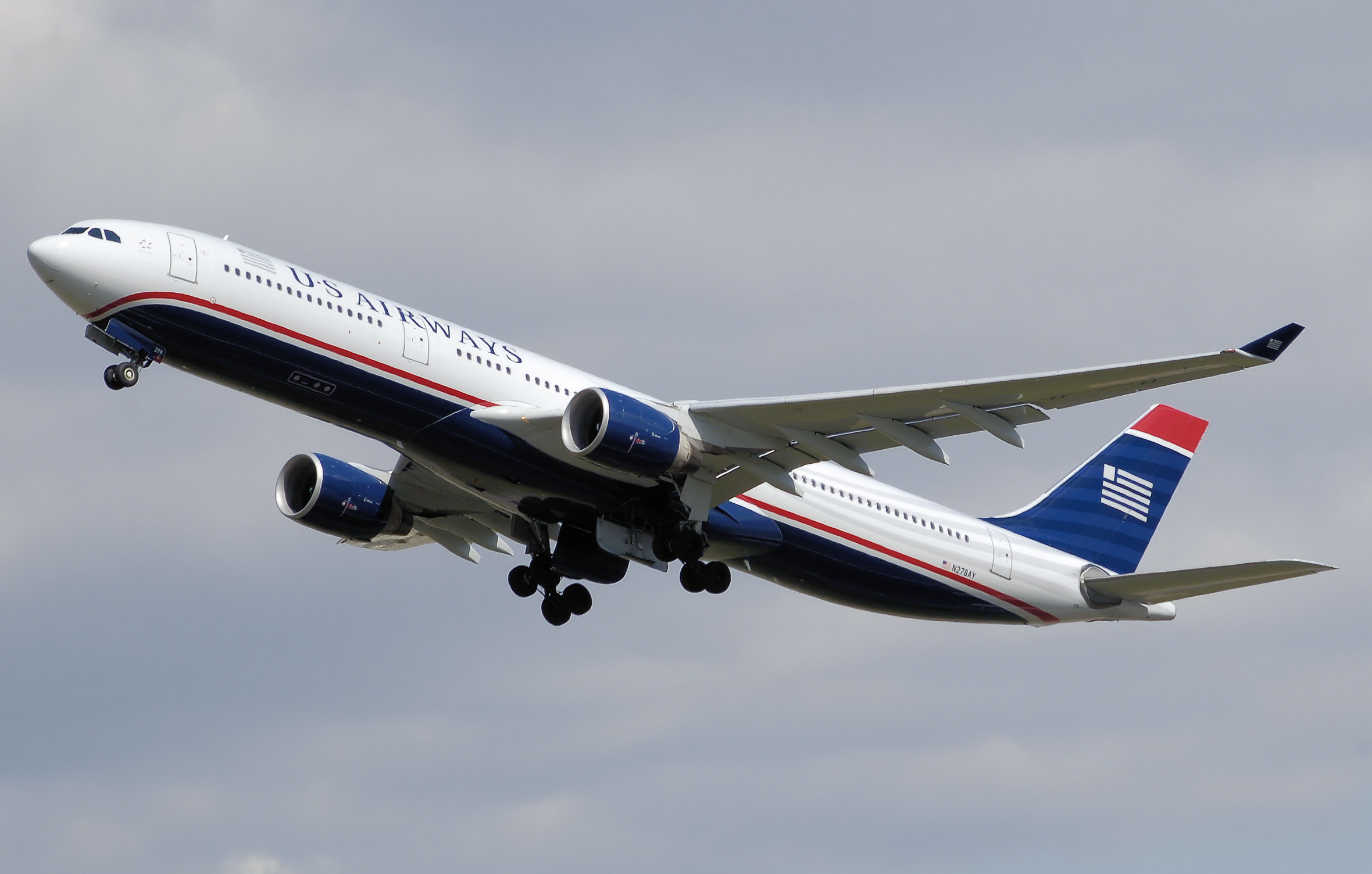
A330-300 US Airways

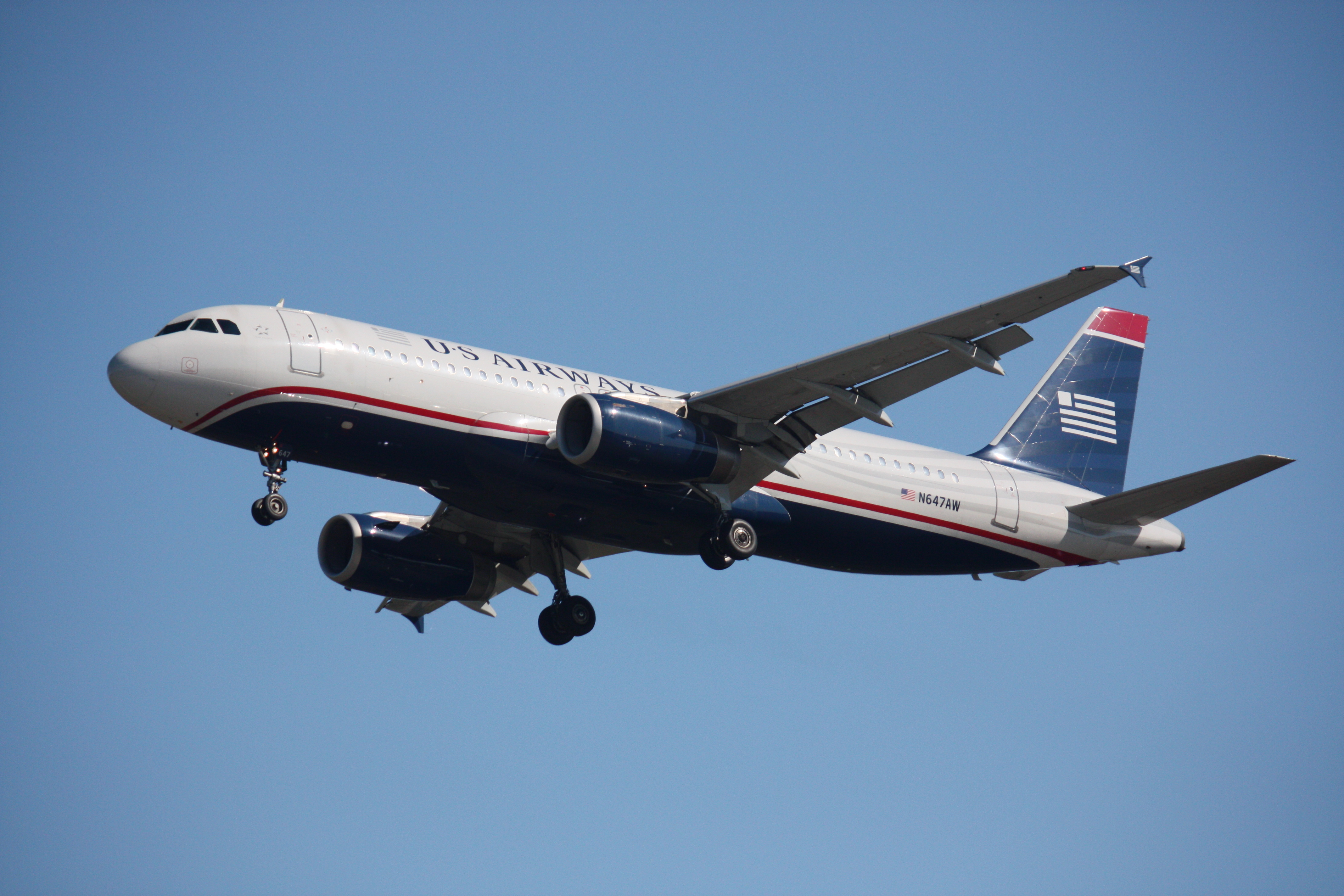
Посадка A320-232 US Airways в аеропорту Ванкувера

Протягом 2006 року US Airways проводила ре брендинг своїх дочірніх компаній, переводячи їх під єдиний фірмовий бренд US Airways.
9 лютого 2006 року авіакомпанія оголосила про замовлення нових літаків Embraer 190, а в липні — на 20 літаків Airbus A350.
У травні цього ж року були об'єднані вебсайти US Airways і America West Airlines, новий сайт містив вже новий єдиний стиль двох авіакомпаній, що увібрав в себе індивідуальні особливості обох перевізників.
Наприкінці 2006 року US Airways спробувала придбати ще одну американську авіакомпанію Delta Air Lines, що знаходилася в той час в стані банкрутства. Остаточна сума пропозиції становила трохи більше 10 мільярдів доларів, проте внаслідок серйозного опору керівництва Delta Air Lines і в першу чергу її кредиторів, 31 січня 2007 року пропозиція про покупку було відкликано.
4 березня 2007 відбулося об'єднання комп'ютерних систем US Airways і America West Airlines. За базову була взята система QIK, заснована в свою чергу на системі бронювання Amadeus. З колишньої Sabre в нову комп'ютерну систему управління перейшли деякі сервісні модулі, найбільш відомим з яких є модуль DECS, в якому оброблялися оперативні дані по вазі, балансу, завантаженні і технічного обслуговування літаків.  Процес навчання співробітників авіакомпанії роботі в новій системі був повністю завершений до 25 вересня 2007 року.
25 вересня є датою остаточного злиття двох авіакомпаній і ліквідації бренду America West Airlines (AWA). Працівники колишньої авіакомпанії, в тому числі пілоти, служба персоналу, бортпровідники і техніки, залишилися на своїх колишніх контрактах. До жовтня 2008 року літаки America West Airlines літали з екіпажами колишньої AWA і продовжували використовувати позивний CACTUS, а літаки US Airways —  відповідно зі своїми екіпажами і під позивним US AIR. У жовтні 2008 року компанія розпочала використання єдиного операційного сертифіката, вибравши в якості свого позивного колишній позивний AWA — CACTUS. Крім того, рейси колишньої America West Airlines виконувалися з номерами з діапазону з 1 до 699, рейси US Airways — під номерами з 700 до 1999. Діапазон номерів з 2000 до 2199 використовувався підрозділами US Airways Shuttle, а номери з 2200 і вище — для інших дочірніх авіакомпаній.
Незважаючи на перехід до єдиної комп'ютерної системи, рейси America West Airlines досі відмічаються так, ніби вони досі виконуються незалежним перевізником. В принципі це звичайна практика для авіакомпаній, що мають код-шерингові угоди з іншими авіакомпаніями або регіональними перевізниками. І хоча такий код-шеринговий метод виділення рейсів поглиненої компанії в складі всіх перевезень є великою рідкістю для великих авіакомпаній, проте це значно спрощує процес стиковки пасажирів усередині маршрутних мереж колишніх незалежних авіакомпаній US Airways і America West Airlines.
Влітку 2007 року US Airways серйозно зайнялася якістю свого сервісу і послуг, що надаються на борту літака, починаючи від продуктів харчування і систем розваг і закінчуючи перепідготовкою бригад бортпровідників. На початку 2008 року авіакомпанія планувала ввести в експлуатацію нові крісла пасажирів з вбудованими системами розваг, проте паливна криза 2008 року звела ці плани нанівець. В результаті після фінансової кризи авіакомпанія повністю зупинила свою програму оновлення сервісу та послуг у польоті і припинила надання розважальних послуг на всіх рейсах усередині країни.
В результаті проведеного опитування 23 тисяч читачів журналу Consumer Reports в липні 2007 року US Airways була визнана найгіршою авіакомпанією по споживчим критеріям обслуговування пасажирів. Опитування проводилося в березні, результати ж квітневого опитування меншої вибірки респондентів показали зниження оцінки ще на десять пунктів.
У тому ж році Північноамериканський рейтинг авіакомпаній Zagat Survey оцінив US Airways як найгіршу серед усіх авіакомпаній Сполучених Штатів, виставивши рейтинги 10/30 в оцінці комфортності, 5/30 по бортхарчуванню, 10/30 по наданих послугах і 15/30 по послугах бронювання авіаквитків. US Airways посіла останнє місце в списку 20 внутрішніх авіакомпаній США за оцінкою Міністерства транспорту США, проведеної в березні, квітні і травні 2007 року. Відповідно до доповіді Бюро статистики транспорту (Bureau of Transportation Statistics) в червні 2008 року кількість рейсів US Airways, які прибули в пункти призначення за розкладом, склало всього лише 7 відсотків від загальної кількості.
US Airways лідирує і за кількістю скарг з показником 4,4 скарги на 100 тисяч пасажирів , що наприклад в 7,5 рази більше аналогічного показника авіакомпанії JetBlue (0,59 на 100 тисяч) і в 11 разів більше, ніж в Southwest Airlines (0,4 на 100 тисяч пасажирів). Робота служби розгляду скарг авіапасажирів поставлена в US Airways також на низькому рівні — в 2007 році було розглянуто лише 50% всіх скарг пасажирів, які надійшли по телефону в колл-центр авіакомпанії.
Компанія продовжує політику зниження кількості регулярних рейсів через міжнародний аеропорт Пітсбурга, станом на вересень 2007 року їх число становить 68 рейсів в день проти п'ятисот в 2001-му році. Генеральний директор Дуг Паркер заявляє про своє розчарування в тому, що аеропорт стає збитковим, однак підтверджує подальші плани скорочення присутності в ньому. Все це продовжує погіршувати і без того напружені відносини між керівництвом авіакомпанії і керуючою компанією Allegheny County. 3 жовтня 2007 року US Airways оголошує про зниження до початку наступного року кількості внутрішніх рейсів через аеропорт Пітсбурга з 77 до 46 і магістральних маршрутів з 31 до 22 в день.
25 вересня 2007 року Міністерство транспорту США дозволяє US Airways відкриття маршруту Шарлотт- Пекін через Філадельфію. Авіакомпанія планує почати виконання рейсу в березні 2009 року.
29 жовтня 2007 року US Airways оголосила про плани введення регулярних рейсів між Шарлотт і Боготою (Колумбія) після того, як Міністерство транспорту США почало конкурсний відбір серед авіакомпаній на право виконання 21 нових рейсів в тиждень в Латинську Америку. Конкурс US Airways програла.
11 листопада 2007 року авіакомпанія анонсувала новий безпосадочний рейс між Філадельфією і лондонським аеропортом Хітроу.

### 2008 і 2009 роки
25 квітня 2008 року засобами масової інформації повідомлялося, що US Airways бере участь в переговорах про можливе злиття з American Airlines або United Airlines, як відповідь на об'єднання двох північноамериканських авіакомпаній Delta Air Lines і Northwest Airlines. Через три дні US Airways заявила, що остаточні результати переговорів її злиття з United будуть опубліковані протягом двох тижнів  і в травні 2008 року авіакомпанія оголосила про офіційне завершення переговорів, в результаті яких злиття авіакомпаній не відбулось. Проте з приміткою, якщо процес консолідації Delta Air Lines і Northwest Airlines закінчиться вдало, то US Airways і Юнайтед будуть готові знову повернутися до питання злиття авіакомпаній.
15 січня 2009 року літак Airbus A320, що виконував рейс № 1549 Нью-Йорк (Ла Гуардіа) -Шарлотт-Сіетл, відразу після зльоту з аеропорту Ла Гуардіа здійснив аварійну посадку на річку Гудзон. Ніхто з 150 пасажирів і п'яти членів екіпажу (2 пілота і 3 бортопровідника) серйозно не постраждав. Губернатор Нью-Йорка Девід Патерсон назвав подію «Гудзонським дивом», а президент Джордж Буш сказав, що він «натхнений майстерністю і героїзмом екіпажу» і дав високу оцінку діям добровольцям і силам оперативного реагування.

### 2014 рік
31 березня 2014 року компанія закінчила процедуру злиття з авіакомпанією American Airlines, ставши його дочірньою компанією, і вступила як афілійований член в глобальний авіаційний альянс пасажирських перевезень Oneworld .

## Маршрутна мережа

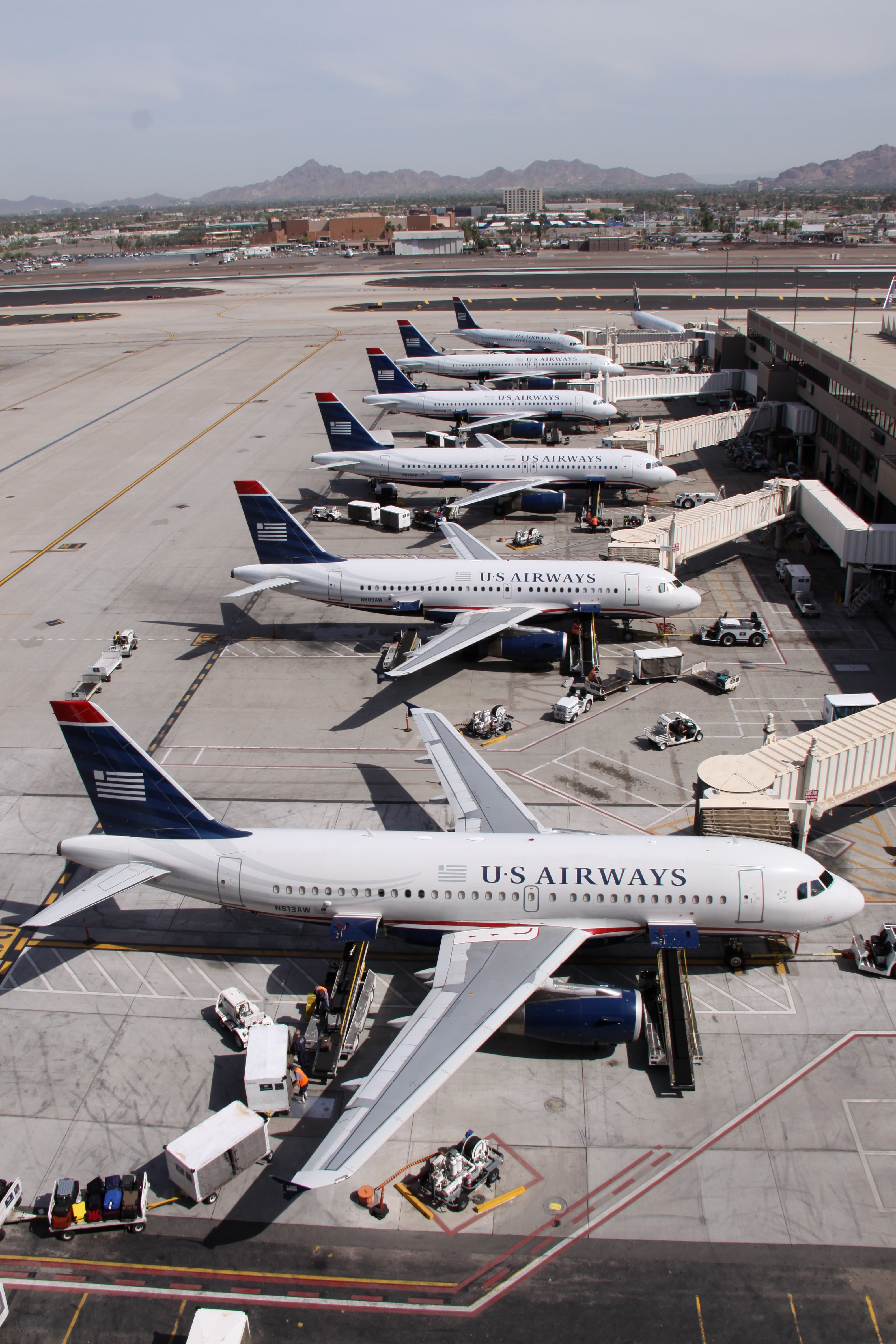
Airbus A320 US Airways в аеропорту Фінікс Скай-Харбор. Квітень 2013 року

У 2008 році US Airways виконувала близько 3130 рейсів в день по 200 напрямках в понад 30 країнах світу зі своїх хабів в Філадельфії, Фініксі і Шарлотт.
Маршрути US Airways були зосереджені уздовж східного узбережжя США, в південно-східній частині країни і Карибському басейні, звідки виконувалися рейси в західну частину США і країни Європи. Код-шерингова угода з United Airlines дозволяло US Airways пропонувати своїм пасажирам зручні стикування по всіх штатах, розташованих на територіях Середнього Заходу США, Великих рівнин і Скелястих гір. Крім того, код-шеринг з United Airlines відкривав стикування в країни Південної Америки, Азії та Австралії.
Під брендом US Airways Express здійснювалася велика кількість рейсів з хабів US Airways в невеликі міста, а також рейси між малими містами в північно-східній, середньо-атлантичній і південній частинах країни, тим самим забезпечувалося виконання урядової програми EAS. У лютому 2007 року US Airways Express оголосила про відкриття свого головного хабу в аеропорті Пітсбурга (Пенсільванія).
16 липня 2007 року US Airways подала заявку в Міністерство транспорту США на відкриття нового безпосадочного рейсу Філадельфія- Пекін. У разі позитивного рішення рейс передбачалося виконувати на літаку Airbus A340 . 25 вересня 2007 року Міністерство повідомило про попереднє погодження заявки авіакомпанії з датою початку рейсів 25 березня 2009 року, проте в зв'язку паливною кризою 2008 року US Airways звернулася до Міністерства з проханням відкласти запуск маршруту ще на один рік .
11 листопада 2007 року US Airways оголосила про початок прямих рейсів Філадельфія-Лондон (Хітроу), разом з тим авіакомпанія зберігала свої безпосадочні рейси Філадельфія-Лондон (Гатвік) і Шарлотт-Лондон (Гатвік).
У тому ж році US Airways планувала відкрити новий рейс Шарлотт- Богота ( Колумбія ), проте Міністерство транспорту відхилило заявку авіакомпанії, а рейси до Боготи були віддані перевізникам Delta Air Lines, JetBlue Airways і Spirit Airlines з аеропортів Нью-Йорка, Орландо і Форт- Лодердейла відповідно.

### нові маршрути
US Airways планувала до відкриття наступні міжнародні рейси:
- з Шарлотт (CLT) 
  - Париж (аеропорт імені генерала Шарля-де-Голля) - з 21 квітня 2009 року
  - Ріо-де-Жанейро, Бразилія - з осені 2009 року [23]
- з Філадельфії (PHL) 
  - Бірмінгем, Велика Британія - з 12 травня 2009 року
  - Осло, Норвегія - з 21 травня 2009 року
  - Тель-Авів, Ізраїль - з 2 липня 2009 року
  - Пекін, Китай - був відкладений до весни 2010 року  [24].

### Припинені рейси
Наступні регулярні маршрути US Airways зупинила в 2009 році:
- з Лас-Вегасу (LAS) 
  - Балтимор (BWI) - 8 липня
  - Калгарі (YYC) - 2 червня
  - Едмонтон (YEG) - 9 травня
  - Нью-Йорк (JFK) - 9 травня
  - Портленд (PDX) - 8 липня;
- з Фініксу (PHX) 
  - Калгарі (YYC) - 9 травня
  - Едмонтон (YEG) - 10 травня.

## Флот

### 2014-2015 роки
Наприкінці 2014 року US Airways експлуатувала повітряний флот з 344 двохдвигунових літаків (твінджетів), що складався з нових Ейрбасів і  старих Боїнгів , причому US Airways володіла найбільшим діючим парком літаків Airbus серед усіх авіакомпаній світу . Станом на квітень 2014 року середній вік флоту авіакомпанії становив 12,3 року .
US Airways використовувала власну програму заохочення пасажирів, що часто літали — Dividend Miles, учасники якої отримували додаткові милі, мали пріоритет в обслуговуванні на стійках реєстрації та інші пільги. Dividend Miles, крім партнерів US Airways по альянсу Oneworld, поширювалася і на пасажирів,таких авіакомпаній:

## Бонусна програма

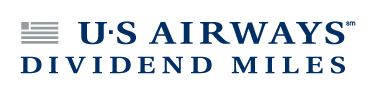

Список аеропортів США, що мали зали Клубу авіакомпанії:
- Bahamas Air
- Hawaiian Airlines
- Virgin Atlantic Airways

До злиття з US Airways авіакомпанія America West Airlines мала власну програму заохочення пасажирів, що часто літали  яка називалася FlightFund.  Після об'єднання авіакомпаній програми обох перевізників були об'єднані в єдину систему Dividend Miles.

## Зали в аеропортах

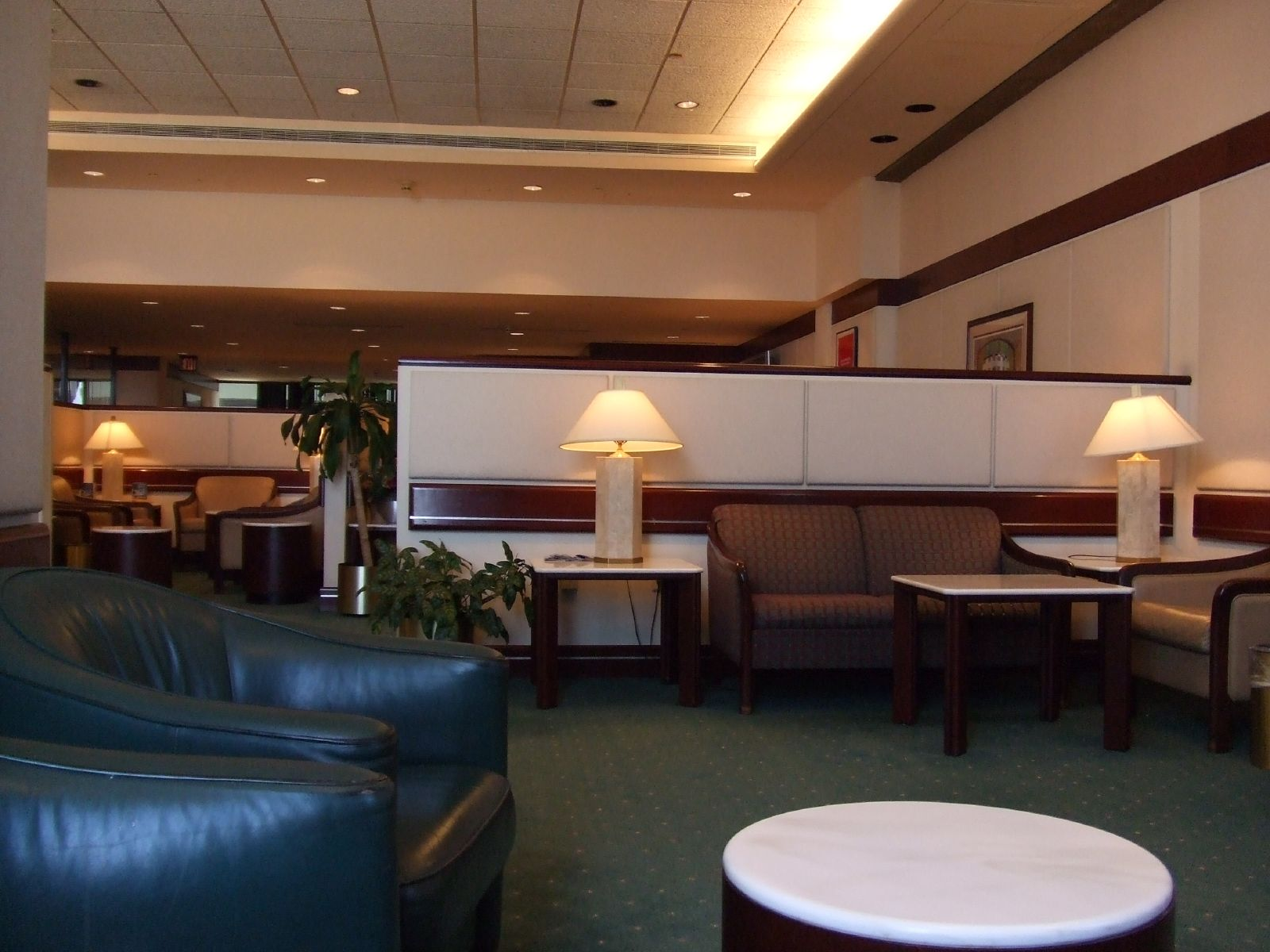
Останній американський клуб у Пітсбурзі

Авіакомпанія мала спеціальні приміщення (зали) в 15 аеропортах США і один в Гатвіку (Лондон) для пасажирів, що мали клубну картку US Airways Club. Членство в Клубі відрізнявся за рівнями сервісу:
- Base — доступ тільки в зали US Airways Club,
- Red Carpet — доступ в US Airways Club і в зали Red Carpet Clubs авіакомпанії United Airlines пасажирам, які мали квитки на рейси United Airlines.

Нижче перераховані інциденти з літаками US Airways. У список не включені події з дочірніми авіакомпаніями і літаками під брендом US Airways Express.
- Бостон
- Буффало
- Шарлотт / Дуглас
- Гринсборо
- Гартфорд (Бредлі)
- Лас-Вегас (МакКарран)
- Лос Анджелес
- Нью-Йорк (Ла Гардіа)
- Філадельфія
- Фінікс (Скай-Харбор)
- Пітсбург
- Ролі / Дарем
- Тампа
- Вашингтон (імені Рональда Рейгана)

## Партнерські угоди

### 2008 рік
Станом на липень 2008 року US Airways мала код-шерингові угоди з наступними авіакомпаніями:
| - Air China - Air New Zealand - Asiana Airlines - Bahamasair - EVA Air - Hawaiian Airlines - Lufthansa | - Royal Jordanian - Singapore Airlines - Swiss International Air Lines - TAP Portugal - United Airlines - Virgin Atlantic Airways - Winair |

### Розірвані до 2008 року
- Big Sky Airlines (припинила операції 8 березня 2008 року)
- British Airways (код-шеринг з US Airways і America West Airlines з 1993 по 1997 роки
- Caribbean Sun (припинила існування 31 січня 2007 року)
- Continental Airlines (код-шеринг з America West Airlines розірваний 1 травня 2002 року через маленьку кількість проданих квитків [29] )
- Lufthansa (код-шеринг в 1990-х роках, в 2001-му був розірваний на трирічний період до вступу US Airways до альянсу Star Alliance)
- Qantas (код-шеринг з US Airways і America West Airlines в 1990-х роках, був розірваний 28 лютого 2007 року з набранням Qantas до альянсу Oneworld)
- Northwest Airlines (код-шеринг з America West Airlines на рейсах в Азію)
- Windward Islands Airways (код-шеринг був припинений на невизначений термін)

## Авіакатастрофи і нещасні випадки
- 15 лютого 1986 року, рейс 496, Ері (Пенсильванія), McDonnell Douglas DC-9-31 (бортовий номер N961VJ). Літак приземлився на засніжену смугу 24 при попутному вітрі в 12 вузлів, не зміг загальмувати і викотився за межі ЗПС, постраждалих не було. Помилка екіпажу [30].
- 20 вересня 1989 року, рейс 1643, Флашинг (Нью-Йорк), Boeing 737-401 (бортовий номер N416US). Літак прямував з аеропорту Ла Гвардіа (Нью-Йорк) в Шарлотт і при виконанні зльоту вийшов за межі ЗПС, зачепив дерев'яний покажчик виведення і зупинився в напівзатопленому стані в Іст-Рівер. Причиною аварії стала помилка КПС, який вчасно не ухвалив рішення про припинення зльоту і не проконтролював дії другого пілота, який виконував зліт з дисбалансом (на 16 градусів вліво) триммера керма повороту. Жертв — 2 з 63 осіб.[31]
- 2 лютого 1991 року, рейс 1493, Лос-Анджелес (Каліфорнія), Boeing 737-3B7 (бортовий номер N388US). При заході на посадку на зайняту смугу 24L аеропорту Лос-Анджелес в нічних умовах врізався в Fairchild Metroliner авіакомпанії Skywest Airlilnes. Після зіткнення обидва літаки зійшли зі смуги і зупинилися на пожежній станції аеропорту. Помилка диспетчерської служби. Загинуло 22 з 87 осіб на Боїнгу і всі 12 чоловік на Fairchild Metroliner.
- 22 березня 1992 року, рейс 405, Ла Гуардіа (Нью-Йорк), Fokker F28 Fellowship (бортовий номер N485US). Перед рейсом літак два рази проходив процедуру антиобледеніння. Між останнім антиобледенінням і зльотом пройшло тридцять п'ять хвилин, протягом яких на крилах накопичився лід. Після відриву літак втратив швидкість і впав, перевернувшись і частково затонувши, в затоці Флашинг Бей. Помилка авіатранспортної індустрії і FAA, що не організувала процедури антиобледеніння, які мали бути жорстко за часом прив'язані до вильоту незалежно від затримки рейсу. Загинуло 27 осіб з 51.
- 2 липня 1994 року, рейс 1016, Шарлотт (Північна Кароліна), McDonnell Douglas DC-9-32 (бортовий номер N954VJ). При заході на посадку на смугу 18L аеропорту Ла Гурдіа екіпаж промахнувся мимо смуги і пішов на друге коло, після чого потрапив в сильний зсув вітру, викликаний мікрозбросом в атмосфері. Дуглас упав на дерева і приватний будинок, загинуло 37 з 57 пасажирів рейсу.[32]
- 8 вересня 1994, рейс 427 USAir, Алікіппа (Пенсильванія), Boeing 737-3B7 (бортовий номер N513AU). При заході на посадку на смугу 28R в аеропорту Пітсбурга потрапив в турбулентний слід Боїнга 727 авіакомпанії Delta Air Lines  При спробі екіпажу вийти в нормальний режим літак увійшов в піке і розбився в лісистій балці в семи милях на захід від аеропорту. Втрата управління сталася через поворот керма напрямку понад допустиму межу, або від мимовільного зворотного ходу керма напряму. Найбільш вірогідний поворот керма в сторону, протилежну тій що була дана по команді, через заклинювання клапана сервомотору керма. Загинули всі 132 пасажира.
- 16 жовтня 2003 року, рейс 1172, Тампа (Флорида), Airbus A319-112. Несправність гальмівної системи рульового управління (BSCU).[33]
- 15 січня 2009 року, рейсу 1549, Ла Гуардіа (Нью-Йорк), Airbus A320-214. Відразу після зльоту з аеропорту Ла Гуардіа сталася зупинка обох двигунів, лайнер здійснив аварійну посадку на річку Гудзон. Причина інциденту — потрапляння зграї птахів в двигуни літака.